# Ravnsø
Ravnsø är en sjö på Jylland i Danmark.   Den ligger öster om Ry i Skanderborgs kommun, Region Mittjylland, 180 km väster om Köpenhamn. Ravnsø ligger 22 meter över havet. Arean är 1,8 kvadratkilometer. Knudå rinner genom sjön.